# Kenseikai
Kenseikai (jap. 憲政会 Stowarzyszenie Konstytucjonalistów) – japońska partia polityczna, utworzona w 1916 r., od 1927 r. jako Minseitō. 

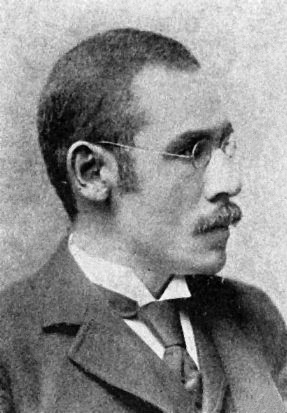
Taka’aki Katō, lider Kenseikai

Stronnictwo powstało w październiku 1916 roku, w wyniku połączenia się ugrupowań Rikken Dōshikai (jap. 立憲同志会), Chūseikai (jap. 中正会) i Kōyū Kurabu (jap. 公友倶楽部). Nowa partia liczyła w sumie 197 posłów w Shūgi’in (jap. 衆議院) – niższej izbie  japońskiego parlamentu (jap. 国会 Kokkai), dając jej parlamentarną większość. Na jej czele stanął mający nadzieję na stanowisko premiera Taka’aki Katō. 
Niespodziewane mianowanie premierem Masatake Terauchiego, spowodowało złożenie przez partię wotum nieufności. Doprowadziło to do rozwiązania parlamentu i alienacji partii na scenie politycznej na następne 10 lat. W 1924 roku doszło do koalicji z partiami Rikken Seiyūkai (jap. 立憲政友会) i Kakushin Kurabu (jap. 革新俱樂部). Powstała w ten sposób większościowa opozycja postawiła sobie za cel odsunięcie od władzy ówczesnego premiera Keigo Kiyourę. Po osiągnięciu tego celu, urząd premiera objął Taka’aki Katō. 
W czerwcu 1927 roku Kenseikai połączyło siły z Seiyū Hontō (jap. 政友本党), tworząc kolejną partię Rikken Minseitō (jap. 立憲民政党 Konstytucyjną Partię Rządów Demokratycznych).